# Campa de Basarrate
La campa de Basarrate, coloquialmente conocida como la campa del Muerto, es una plaza ubicada en el barrio de Santuchu, Bilbao.

## Historia
Al espacio llamado campa de Basarrate también se le llamaba campa del Muerto (hoy en día también) e incluso monte o campa de Santuchu. Existen dos hipótesis que podrían explicar el origen del topónimo castellano que empezó a utilizarse en el siglo XX:
1. La aparición de un vecino ahorcado en estos terrenos y de ahí el nombre de Campa o Plaza del Muerto.
2. Una antigua costumbre de esta zona de Begoña ligada con la muerte de un vecino. Cuando moría alguien de Bolueta, Santuchu o alrededores se solían hacer procesiones para acompañar a la familia y al difunto, llevado a hombros o en carro, hasta el camposanto que se encontraba junto a la Iglesia de Begoña. Las características del relieve (empinada cuesta, en la actualidad calle Pintor Losada) obligaban a hacer una parada en el camino a la altura de Basarrate, en donde la procesión descansaba, se juntaban más vecinos y donde se acercaba el cura de la iglesia a rezar un responso. Después continuaban por la actual calle Iturriaga en dirección a la iglesia. Esto sucedía habitualmente con todos los difuntos de Bolueta, Ocharcoaga, Churdínaga y Santuchu.[1]

## Remodelación integral
El 2 de junio de 2021, el ayuntamiento de Bilbao anunció la remodelación integral de la campa con una inversión de más de dos millones de euros y un plazo de ejecución de diez meses. Las obras dieron inicio el 13 de octubre del mismo año, finalizando el 30 de junio de 2022.

## Medios de transporte
- Estación de Basarrate de Metro Bilbao.